# Aci Catena
Aci Catena település Olaszországban, Szicília régióban, Catania megyében. Lakosainak száma 27 790 fő (2023. január 1.). Aci Catena Aci Castello, Aci Sant’Antonio, Acireale és Valverde községekkel határos.

## Népesség
A település népességének változása:
| Lakosok száma | 29 671 | 29 418 | 27 790 |
|               | 2017   | 2018   | 2023   |